# Žaludovci
Žaludovci (Enteropneusta) je třída druhoústých živočichů patřící do kmene polostrunatců. Dosahují velikosti 20 cm až 2 metry.
Jde o velmi málo prozkoumané živočichy žijící v moři až do hloubky 3000 m.

## Anatomie
Jejich červovité tělo je rozděleno na žalud (hlava), límec a trup. Ústa se nacházejí mezi límcem a hlavou. Mezi žaberními štěrbinami jsou přepážky. Ve střední části jsou po stranách vchlípeny váčky plnící funkci jater.
Žaludovci mají uzavřenou cévní soustavu a nefridiální vylučovací soustavu. Jejich trávicí trubice prochází celou délkou těla. Nemají páteř, ale stomochord.

## Způsob života
Žaludovci mají oddělená pohlaví (jsou gonochoristé) a je pro ně typické vnější oplození. Při svém vývoji (ontogenezi) procházejí larválním stádiem.
Většina z nich žije na dně moře v písku, ve kterém si ryjí chodbičky a do kterého se zahrabávají. Tímto způsobem obvykle také získávají potravu: polykají písek nebo bahno, ze kterého pak získávají organické látky a mikroorganismy.